# Haci II Giray
Hadji ou Hacı II Giray est un khan de Crimée ayant régné de 1683 à 1684.

## Origine
Hadji II Giray est le fils de Krim Sultan Giray et un petit-fils de Selamet Ier Giray.

## Règne
Il est nommé khan après la déposition de Murad Giray en octobre 1683. Après son avènement, il nomme Devlet Giray et Azemet Giray, deux fils de Sélim Ier Giray, respectivement qalgha et nûreddîn.
Hadji Giray, qui s'est distingué en 1683 lors du siège de Vienne, lutte ensuite contre la Pologne qui veut occuper la Bessarabie. Il défait également les Cosaques zaporgues près du Prout. Il accompagne enfin avec le sultan en Hongrie lors d'une expédition contre les Autrichiens.
Malgré ses états de services, il est déposé pour des raisons obscures sans doute liées aux intrigues de ses qalgha et nûreddîn, qui œuvrent ainsi pour le rétablissement de leur père Sélim Ier Giray, en juin 1684.